# Jasmine Jobson
Pour les articles homonymes, voir Jobson.
Jasmine Jobson, née le 9 mai 1995 à Hayes est une actrice britannique, notamment connue pour avoir joué le rôle de Jaq dans la série télévisée policière britannique Top Boy, diffusée sur Netflix en 2019, pour laquelle elle a été nommée pour un BAFTA, et pour avoir joué le rôle de Lily dans le long métrage Surge, dont la première a eu lieu au Festival du film de Sundance 2020.

## Biographie
Jasmine Jobson nait le 9 mai 1995 à Hayes, dans l'ouest de Londres, en Angleterre. Sa mère est d'origine irlandaise et chypriote grecque, son père est jamaïcain. Dès son plus jeune âge (environ 6 ans), Jobson montre un talent pour le chant en imitant les stars de la télévision, si bien que sa mère l'inscrit à "Paddington Arts", une organisation artistique pour la jeunesse qui se consacre au développement du talent et de la créativité chez les jeunes de Londres, où Jobson affine ses talents. Enfant, Jobson demande à être séparée de sa mère par les services sociaux et placée dans une famille d'accueil, vivant à West Drayton pendant cinq ans. À l'âge adulte, cependant, Jobson apprend à canaliser son agressivité et ses émotions dans son jeu. Lorsque le directeur de casting de Top Boy lui demande de montrer de la colère lors de son audition, Jobson jette une chaise à travers la pièce, heurtant presque une fenêtre, ce qui lui permet d'obtenir le rôle dans la production.
Jobson rejoint le Big House Theatre, qui propose des ateliers de théâtre et des formations sur la constitution d'équipes, la gestion des défis et le développement de la confiance en soi, et se concentre sur l'aide aux jeunes qui sont passés par le système de soins britannique. Maggie Norris, directrice générale de Big House, a décrit Jobson comme un talent extraordinaire.

## Carrière
Elle commence sa carrière d'actrice au théâtre, jouant dans des pièces telles que Phoenix : A Girl on Fire et Wild Diamonds aux Hackney Down Studios en 2013. À partir de 2014, elle joue dans plusieurs courts-métrages Flea, A Generation of Vipers et The King, avant de faire ses débuts à la télévision en 2016 dans le rôle de Kia Hopkins dans un seul épisode de Suspects.
Puis, elle fait des apparitions mineures dans La Trêve, Five by Five et Dark Heart dans le rôle de Sally Watkins, avant de décrocher un rôle principal dans la série télévisée policière britannique Netflix Top Boy en 2019. En 2019, Jobson est nommée et remporte le prix du meilleur talent émergent aux Movie and Video Awards (MVISA).
En 2020, elle joue dans le long métrage Surge, dont la première a lieu en janvier 2020 au festival du film Sundance à Salt Lake City. Elle déclare être à l'aise dans un environnement d'aéroport, le cadre de Surge, car elle a déjà travaillé comme barmaid à Wetherspoons au Terminal 2 de Heathrow.
En 2020, elle est nommée pour le British Academy Television Awards de la meilleure actrice dans un second rôle.

## Filmographie

### Cinéma

#### Longs métrages
- 2018 : Obey de Jamie Jones : Little M
- 2019 : Lie Low de Jamie Noel : Michelle
- 2020 : Surge d'Aneil Karia : Lily
- 2024 : Bird d'Andrea Arnold : Peyton

#### Courts métrages
- 2014 : Flea de Vanessa Caswill : Naz
- 2014 : A Generation of Vipers de Tom Beard : Mae
- 2016 : The King de Fred Casella : Tanisha
- 2018 : Little Shit de Richard Gorodecky : Jasmine
- 2018 : Carly de Daniel Alexander : Helen
- 2018 : Collection Only d'Alastair Cummings et John Hickman : Aliyah
- 2020 : Good Thanks, You? de Molly Manning Walker : Amy
- 2020 : Clearing de Janet Marrett : Kaila

### Télévision

#### Séries télévisées
- 2013 / 2019 - 2023 : Top Boy : Jaq
- 2016 : Suspects : Kia Hopkins
- 2016 : The Break : Lisa
- 2017 : The Idris Takeover : Jigga
- 2018 : Dark Heart : Sally Watkins
- 2020 : Noughts + Crosses : Cara Imega
- 2023 : Platform 7 :
- 2025 : MobLand : Zosia